# Ma Dexin
Yusuf Ma Dexin 馬德新/马德新 (geb. 1794; gest. 1874) oder Ma Fuchu 马复初 (zi: Fuchu 复初) war ein Hui-chinesischer Gelehrter des Islam und Religionsführer in China. Er hat den Koran als erster ins Chinesische übersetzt (Baoming zhenjing zhijie 寶命真經直解 / 宝命真经直解), wovon nur ein Teil (5 juan) erhalten ist.
Zusammen mit Wang Daiyu (王岱舆 1570–1660), Liu Zhi (刘智 1660–1745) und Ma Zhu (马注 1640–1711) war er einer der Begründer des Systems der islamischen Theologie und Philosophie in China.
Er besaß fundierte Kenntnisse des Arabischen und Persischen sowie des Islams. Er hat auch verschiedene Bücher über den Islam auf Arabisch und Persisch geschrieben. Im Jahr 1841 machte er die Pilgerfahrt (Haddsch) nach Arabien und hielt sich dann acht Jahre im Nahen Osten auf. Im Alter von 80 Jahren wurde er von der Regierung der Qing-Dynastie für seine Teilnahme an der muslimischen Rebellion, der Panthay-Rebellion, in Yunnan hingerichtet.

## Werke
Titelangaben und -übersetzungen von Kristian Petersen (Weblink)

### Chinesisch
- Dahua zonggui 大化總歸 / 大化总归 (A Summary of the Great Transformation)
- Sidian Yaohui 四典要會 / 四典要会 (Essence of the Four Canons)
- Chaojin Tuji 朝覲途記 (Record of the Pilgrimage Journey)
- Daoxing Jiujing 道行究竟 (Completing the Path of the Way)
- Huigui Yaoyu 會歸要語 (Essential Discourse on Returning to God)
- Baoming Zhenjing Zhijie 寶命真經直解 / 宝命真经直解 (A Direct Explanation of the Treasured Mandate of the True Scripture), eine Teilübersetzung des Korans

### Arabisch
- Tahqiq al-Salat (The Verification of Prayer)
- Akadhib al-Nasara (Lies of the Christians)
- Mushtaq (Yearning)
- Munabbihat (Stimuli)
- al-Muhkam (The Definite)
- Asrar al-Ma’ad (Secrets of the Return)